# The Fast and the Furious: Tokyo Drift
The Fast and the Furious: Tokyo Drift è un film del 2006 diretto da Justin Lin. È il terzo capitolo della saga Fast & Furious: sequel e al tempo stesso spin-off. Sebbene sia uscito nel 2006, l'ordine temporale della serie vuole che gli eventi di Tokyo Drift siano accaduti dopo Fast & Furious 6, del 2013.

## Trama
Nel 2014, ad Oro Valley in Arizona, un ragazzo di nome Sean Boswell, cerca di affermarsi come pilota nelle corse automobilistiche clandestine. Sebbene le corse gli forniscano una temporanea fuga dall'infelice situazione familiare e dal mondo superficiale che lo circonda, hanno anche la non trascurabile conseguenza di renderlo decisamente antipatico alle autorità locali. Dopo l'ennesima corsa illegale, stavolta in un cantiere, per evitargli di finire in riformatorio la madre lo spedisce in Giappone da suo padre, un maggiore dell'esercito in carriera di stanza a Tokyo. Etichettato come "gaijin" (straniero) ed emarginato poiché non conosce una parola di giapponese, non impiega molto a trovare un nuovo amico in un ragazzo americano, Twinkie, che lo introduce nel mondo sotterraneo delle gare di drifting.
Sean nota subito Neela, una delle ragazze più attraenti (e straniera come lui), e come suo solito attacca bottone; la ragazza è però fidanzata con Takashi, soprannominato "D.K." (Drift King), un campione della guida di traverso con agganci nella Yakuza in quanto nipote di un potente boss locale. Sean provoca D.K. e viene da questi sfidato a una gara di drifting, ma perde la corsa e distrugge l'auto che gli era stata prestata da Han Lue, un socio di D.K. Han usa la sua ricchezza per comprare ed elaborare auto sportive, divertirsi con le ragazze e mandare avanti il suo bellissimo garage, che è anche il punto di ritrovo dei suoi amici (tra cui c'è anche Twinkie). 
Sean è in debito con Han dopo avergli distrutto l'auto per cui accetta di lavorare per lui a titolo di risarcimento e viene di conseguenza addestrato nell'arte del drifting a bordo di un'auto adeguata, una Mitsubushi Lancer EVO VIII. L'accordo è propiziato da Lue che, sottraendo di nascosto parte dei profitti delle corse clandestine e dell'usura di Takashi, ha bisogno di distrarlo e attirare la sua attenzione su qualcun altro. Sean è la persona ideale visto che al primo incontro con D.K. ha flirtato con la sua ragazza Neela, ci ha litigato facendo emergere tutta la sua arroganza e lo ha sfidato in una corsa: lo stesso Han lo definisce "la kryptonite di D.K.".
Dopo un lungo allenamento nell'area portuale e su strade di montagna, Sean diventa un esperto del drifting, tanto da battere il migliore amico di D.K., Morimoto. Ormai diventato una star di quel mondo si allontana sempre di più dal padre che, per rinsaldare i loro rapporti, gli mostra la scocca di una vecchia Ford Mustang che sta sistemando in garage lasciandogli intendere che potrebbero lavorarci insieme. Nel frattempo, in seguito all'avvicinamento di Neela a Sean, D.K. la lascia e lei si rifugia da Sean. 
La situazione, apparentemente tranquilla, precipita quando l'anziano boss Kamata, zio di Takashi, si rende contro della truffa di Han ai danni di suo nipote e va nel suo locale per avvisarlo e rimproverarlo per la sua ingenuità: D.K. vuole vendicarsi immediatamente e corre da Han che però, con l'aiuto degli amici, riesce a scappare a bordo della sua Mazda RX-7 Veilside Fortune. Durante l'inseguimento per le strade della città viene però coinvolto in un incidente stradale e la sua auto si ribalta in seguito all'impatto con un'altra automobile, prendendo fuoco. Il ragazzo rimane intrappolato nel rogo e proprio quando Sean sta cercando di avvicinarsi per aiutarlo ad uscire dalle lamiere, la Mazda esplode non lasciandogli scampo.
Dopo questo avvenimento, i componenti della compagnia di Han decidono di lasciare la città per paura di ritorsioni da parte della Yakuza, mentre Neela viene costretta ad abbandonare Sean e a tornare con D.K.. Una volta recuperati i soldi sporchi che Han aveva sottratto di nascosto a Takashi (nascosti dentro l'impianto stereo dell'auto di Twinkie), Sean decide di restituirli al legittimo proprietario Kamata, nella speranza che metta a tacere la cosa e lasci in pace tutti. Il boss Kamata è però molto adirato, per una questione d'onore non può fare finta che non sia successo nulla. Sean propone allora una soluzione pacifica che non comporti una guerra aperta, ossia una corsa automobilistica tra lui e il nipote. Convinto di poterlo battere nuovamente, D.K. accetta la sfida che organizza di proposito sulla strada di montagna dove si allena e che conosce alla perfezione; nonostante le scorrettezze dell'avversario, Sean riesce a vincere la gara e Kamata, lealmente, esilia dalla città D.K. proclamando Sean il nuovo "re" del drift. La sua relazione con Neela può finalmente diventare realtà nella cornice del mondo delle corse di drift di Tokyo assieme ai suoi amici. 
Durante una serata di festa al raduno che si tiene nel solito parcheggio sotterraneo, Sean si sta divertendo con Neela quando Twinkie lo chiama dicendo che c'è un pilota che vuole correre con lui: questa persona è un caro amico di Han che non è ancora stato battuto da nessuno in tutta l'Asia. Sean accetta e si trova davanti Dominic Toretto a bordo di una Plymouth Road Runner del 1970, vinta proprio in una sfida contro Han. I due si parlano amichevolmente e infine Neela dà il via alla corsa.

## Curiosità
- Nella scena che si svolge nel garage di Han si notano alcuni moduli di "Capsule Hotel"[1] (tipologia di albergo prettamente giapponese) usati come zona relax dai ragazzi della compagnia.
- L'ambientazione di questo capitolo della saga di "Fast & Furious" è differente da quella dei film precedenti (e anche successivi) e verosimilmente è stata influenzata dall'arrivo in America del campionato giapponese di drifting, D1GP, la cui prima esibizione risale al 2003[2], anno di proiezione nei cinema di 2 Fast 2 Furious. Questa disciplina ha avuto subito successo e seguito di pubblico, tanto che sempre nel 2003 è stato creato il campionato Americano "Formula D", gemellato con quello giapponese, che esiste tuttora[3].
- The Fast and the Furious: Tokyo Drift è stato il terzo film ad essere distribuito, ma è ambientato dopo Fast & Furious 6 il che significa che gli eventi sono ambientati nel 2014, molti anni dopo l'inizio della saga, cosa che farebbe di Dom una persona di 38 anni, età effettiva di Vin Diesel ai tempi delle riprese del film.

## Produzione

### Cast
Il film differisce dagli altri capitoli della serie (sia precedenti che successivi) per un cast quasi interamente rinnovato e per un'ambientazione totalmente diversa (Tokyo, in Giappone). Per il ruolo di Sean Boswell, il protagonista, era stato inizialmente scelto Channing Tatum, ma il suo provino andò male. In seguito la parte fu affidata a Lucas Black.

### Cameo
Nel film compare Vin Diesel che riprende il suo ruolo di Dominic Toretto (trovatosi lì per motivi raccontati in Fast & Furious 7), interpretato in Fast and Furious.
Il pioniere del drift Keiichi Tsuchiya fa un'apparizione nel ruolo di un pescatore, durante la scena in cui Sean si allena a derapare nel porto, commentando la scarsa abilità del ragazzo. Accanto a lui compare Kazutoshi Wadakura produttore stesso del film Tokyo Drift assieme a moltissimi altri film come Shin Godzilla e Wolverine - L'immortale.
Anche un altro pilota di drift, Rhys Millen, appare nel film, come uno dei passeggeri del volo dagli Stati Uniti al Giappone.

### Rapporto con gli altri capitoli della serie
La presenza di Han in Fast & Furious - Solo parti originali, Fast & Furious 5 e Fast & Furious 6 (nel primo solo una piccola apparizione, negli altri due con un ruolo da co-protagonista) fanno capire che Tokyo Drift è collocato dopo il sesto capitolo della serie, infatti dopo la morte della sua ragazza in Fast & Furious 6 Han decide di recarsi a Tokyo essendo suo desiderio da tempo, come aveva deciso la coppia pochi giorni prima.
Alla fine del sesto film viene riproposta la scena della morte di Han da una prospettiva del tutto nuova e rivelatrice che permette di ricollegare la trama della serie anche a Tokyo Drift (che a parte il cameo di Vin Diesel negli ultimi secondi della pellicola appariva completamente avulso dalla saga): Han perde la vita nell'incidente non per caso ma perché speronato di proposito dal fratello di Owen Shaw. Deckard Shaw, inoltre, lascia vicino alla vettura di Han in fiamme una collana appartenuta alla moglie di Dom (protagonista degli altri capitoli) e telefona a quest'ultimo, avvisandolo che presto sentirà parlare di lui anche se ancora non si conoscono e parallelamente, gli fa saltare in aria la casa. Nel sesto film (nella solita scena finale) scopriamo che "l'uomo misterioso" non è altro che l'attore Jason Statham che interpreta in un breve cameo il fratello del "cattivo" nel settimo film della serie.
Nell'ultima scena di Tokyo Drift compare proprio Dominic Toretto, arrivato in Giappone dopo la tragica telefonata, in Fast & Furious 7 parla privatamente con Sean Boswell, che gli consegna alcuni oggetti trovati vicino ai rottami della Mazda RX-7, l'auto di Han.

### Veicoli utilizzati
- Mitsubishi Lancer Evolution VIII rossa: Sean Boswell
- Chevrolet Monte Carlo beige: Sean Boswell
- Nissan Silvia S15 blu e arancione: Sean Boswell (di proprietà di Han, prestata a Sean per sfidare D.K.)
- Nissan 350Z grigia: D.K. (Drift King)
- Nissan 350Z gialla: Morimoto
- Mazda RX-8 blu: Neela
- Mazda RX-7 Veilside nera e arancione: Han
- Volkswagen Golf R32: Reiko
- Volkswagen Touran: Twinkie
- Plymouth Road Runner 1970: Dominic Toretto
- Ford Mustang 1967: Sean Boswell
- Dodge Viper SRT-10 rossa: Clay (lo sfidante di Sean nella corsa iniziale)

## Colonna sonora
La colonna sonora del film è stata pubblicata il 20 giugno 2006 dall'etichetta Motown Records e come quasi tutto differisce dagli altri capitoli.

### Tracce
1. Teriyaki Boyz - Tokyo Drift (Fast & Furious)
2. DJ Shadow feat. Mos Def - Six Days [The Remix]
3. The 5.6.7.8's - The Barracuda
4. Evil Nine - Restless
5. Far East Movement - Round Round
6. N.E.R.D - She Wants to Move
7. Teriyaki Boyz - Cho Large
8. Dragon Ash - Resound
9. Atari Teenage Riot - Speed
10. Don Omar feat. Tego Calderón - Bandoleros
11. Don Omar - Conteo
12. Brian Tyler feat. Slash - Mustang Nismo
13. Juelz Santana - There It Go (The Whistle Song) (Bonus)
14. Fannypack - Hey Mami (Bonus)
15. Pharrell Williams feat. Daddy Yankee - Mamacita (Bonus)
16. Kid Rock - Bawitdaba (Bonus)
17. GRITS - My Life Be Like (Bonus)
18. The Prodigy - You'll Be Under My Wheels

## Distribuzione
Il film è stato distribuito nelle sale cinematografiche statunitensi il 16 giugno 2006, mentre in Italia è uscito il 14 luglio dello stesso anno.

## Accoglienza

### Incassi
Il film ha avuto gli incassi più bassi della saga, con 158 milioni di dollari incassati globalmente, di cui 62 in patria e 96 nel resto del mondo.

### Critica
Il film è stato accolto da recensioni negative. Sul sito di recensioni Rotten Tomatoes registra un 38% di gradimento, basato su 141 recensioni.

## Altri media

### Videogiochi
Dal film sono tratti 3 diversi videogiochi. Il primo, chiamato The Fast and the Furious: Tokyo, è un gioco per telefono cellulare del 2006, distribuito in due versioni: una con una grafica in due dimensioni e una con una grafica in tre dimensioni. Il secondo, chiamato semplicemente The Fast and the Furious (ma conosciuto anche come The Fast and the Furious: Tokyo Drift in Europa), è un gioco uscito nel 2006 per PlayStation 2 e PlayStation Portable, con una versione per Xbox pianificata ma mai distribuita. Il terzo, The Fast and the Furious: Drift, è un videogioco arcade del 2007 sviluppato e pubblicato da Raw Thrills, seguito diretto dei giochi The Fast and the Furious (2004) e The Fast and the Furious: Super Bikes (2006).